# Rio Quinze de Novembro (vattendrag i Brasilien, Espírito Santo)
Rio Quinze de Novembro är ett vattendrag i Brasilien.   Det ligger i delstaten Espírito Santo, i den sydöstra delen av landet, 800 km öster om huvudstaden Brasília.
Omgivningarna runt Rio Quinze de Novembro är huvudsakligen savann. Runt Rio Quinze de Novembro är det ganska tätbefolkat, med 52 invånare per kvadratkilometer.